# Thomas Winding
Thomas Winding (født 4. oktober 1936 i København, død 5. juli 2008) var en dansk forfatter og radio- og tv-producer.
Winding var især kendt for sin stemme, der havde en næsten ikonisk status blandt dem, der var børn i 1970'erne og 80'erne. Han var fortælleren i sine egne Super Carla-film, hvor hans datter Sara var hovedpersonen, og i de danske udgaver af filmene Emil fra Lønneberg og Alfons Åberg. 
Han var desuden en af idemagerne bag børneserien Bamse og Kylling.
Thomas Winding var søn af forfatteren Ole Vinding (5. februar 1906 – 31. august 1985) og Aase Thekla Vinding, født Frandsen. Thomas Winding var gift fem gange: med Vibeke "Busser" Tuxen fra 1956, med Rikke Fog fra 1961, med Lulu Gauguin fra 1962, med Elin Bing fra 1972, og med Bibi Malling (Anne Kirsten Victoria Malling) fra 1992.
Han er far til Kasper Winding (Vibeke), Alberte Winding (Lulu), Sara Winding (Vibeke) og Christian Winding (Rikke).
Thomas Winding boede i Skovby på Ærø ved sin død i 2008.

## Karriere
Winding begyndte sin kunstneriske karriere som otteårig som balletbarn på Det Kongelige Teaters Balletskole, men måtte standse efter et år. I 1956-1958 var han elev på Kunstakademiet og var i 1958-1961 bladtegner på Social-Demokraten (det senere Aktuelt). Billedkunsten slap han aldrig, men han markerede sig først og fremmest som forfatter, oplæser og producer.
I 1963-1983 var han ansat som forfatter og tv-producer i DR's børne- og ungdomsafdeling. Ifølge eget udsagn prøvede han at sælge dem rettighederne til oplæsning af hans bøger i radioen, men eftersom DR ikke mente, de havde råd til både at købe rettighederne samt at hyre en oplæser, måtte Winding selv læse dem op, hvis han ønskede at sælge dem[kilde mangler]. Thomas Winding havde ingen professionel erfaring med oplæsning; det viste sig alligevel at være en stor succes, og han blev fastansat hos DR. Hos DR nåede han blandt andet at være med til at udvikle Bamses Billedbog, Tyllefyllebølleby samt Se Hundested og gø. Thomas Winding samarbejdede med Young Flowers i tv-serien Blomsterpistolen og skrev sammen med Peter Ingemann sangen Oppe i træet, som findes på Young Flowers' første LP, Blomsterpistolen. Winding lavede layoutet til gruppens anden udgivelse, Young Flowers No. 2. Fra 1984 til 1988 var han henholdsvis højskolelærer og højskoleforstander på Ærø, og i 1993-1994 var han lærer på Den Europæiske Filmhøjskole i Ebeltoft. I 1996 blev han konsulent ved Det Danske Filminstitut.
I 2003 medvirkede Thomas Winding desuden i en video fra Vejdirektoratet og Rådet for Større Færdselssikkerhed, hvor han læser en historie op om et ægtepar, der med fatale konsekvenser kører galt. Videoen udnytter, at hans stemme, der især er kendt fra hyggelige børnehistorier, skaber en modsætning til de voldsomme billeder fra bilulykken.
Thomas Winding medvirkede som gæst i DR2's satireprogram De Uaktuelle Nyheder, hvor der også blev fokuseret på hans kendte stemme.

## Priser
- Kulturministeriets Børnebogspris (1991) for Min lille hund Mester og Mester min lille hund i natten
- Dansklærernes Pris (1996)
- BMF's Børnebogspris (1999) for Mester min Mester (se evt BogForum)